# Étoile du Sud
 (juillet 2011).
Si vous disposez d'ouvrages ou d'articles de référence ou si vous connaissez des sites web de qualité traitant du thème abordé ici, merci de compléter l'article en donnant les références utiles à sa vérifiabilité et en les liant à la section « Notes et références ».
Pour le roman d'aventures, voir L'Étoile du sud.
L'Étoile du Sud est un piano bar situé avenue 14 et adjacent au boulevard Giscard d'Estaing, dans le quartier de Treichville d'Abidjan en Côte d'Ivoire.
De nombreux musiciens s'y produisent, certains y font même leurs débuts, comme le chanteur Meiway. Dans les années 80, le reggaeman Alpha Blondy rend hommage à l’Étoile du Sud dans l'un de ces célèbres morceaux intitulé Yéyé. De tous les bars de l'époque cités dans sa chanson (Boule Noire, Tropicana, Tabou Bar, Bracodi Bar), seul l’Étoile du Sud existe encore de nos jours.

## Grandes dates de l’Étoile du Sud
- 1930 : Création de l’Étoile du Sud par le planteur Georges Kassi
- 1944 : Création du Syndicat agricole africain dans les locaux de l’Étoile du Sud. Georges Kassi trésorier, Félix Houphouët président
- 9 avril 1946 : Création du PDCI-RDA à l’Étoile du Sud
- 1970 : Décès de Georges Kassi ; l'établissement est repris par son fils, André Kassi
- 1975 : Incendie d'origine accidentelle
- 1980 : Percement du bd VGE, l’Étoile du Sud est coupée en deux.
- 1984 : Roger Gnoan MBalla tourne une scène de son film Ablakon
- 1987 : Alpha Blondy chante Yéyé
- 1996 : Cinquantenaire du PDCI
- 16 janvier 2010 : 77e anniversaire d'André Kassi avec Meiway, Adama Dahico, François Amichia (maire de Treichville) et Jacques Andoh (député de Cocody)
- 21 mai 2010 : Décès d'André Kassi

## Artistes ayant joué à l’Étoile du Sud
- Meiway, chanteur
- Reine Pélagie, chanteuse
- Louis Akin, orchestre "Le Triomphe"
- Black Devils, groupe rock
- Jérôme aka Eeba, auteur de "Trahison"
- Dexter Johnson, saxophoniste
- Bailly Spinto, chanteur
- G7, groupe
- Apaya, arc
- Georges Kouakou, pianiste d'Alpha Blondy
- Serges Kassy, reggaeman
- Aly Keita, balafoniste
- Pierre Nas, saxophoniste
- Kajeem, reggaeman
- Ba Banga Nyeck, balafoniste, premier expérimentateur du Balafon chromatique
- Yakomin, groupe
- Mike Danon, chanteur, comédien
- Tusty, slameur
- Rageman, rappeur
- Aziza, groupe rap
- Africana, rumba rétro
- Chakala, groupe Haïti
- Isaac Kemo, saxophoniste
- Afrogeez, groupe reggae